# The English Game
The English Game è una miniserie televisiva britannica del 2020 creata da Julian Fellowes, Tony Charles ed Oliver Cotton.
La miniserie, composta da sei episodi, narra le origini del calcio moderno in Inghilterra.

## Trama
James Walsh, proprietario della fabbrica tessile di Darwen e del Darwen FC, decide di pagare segretamente due calciatori scozzesi, Fergus Suter e Jimmy Love, per rinforzare la squadra in vista dei quarti di finale della FA Cup 1879. Gli avversari sono gli Old Etonians, una squadra composta da gentiluomini dell'alta borghesia londinese e capitanata da Arthur Kinnaird.

## Puntate
| nº | Titolo originale | Titolo italiano | Pubblicazione Regno Unito | Pubblicazione Italia |
| -- | ---------------- | --------------- | ------------------------- | -------------------- |
| 1  | Episode 1        | Episodio 1      | 20 marzo 2020             | 20 marzo 2020        |
| 2  | Episode 2        | Episodio 2      | 20 marzo 2020             | 20 marzo 2020        |
| 3  | Episode 3        | Episodio 3      | 20 marzo 2020             | 20 marzo 2020        |
| 4  | Episode 4        | Episodio 4      | 20 marzo 2020             | 20 marzo 2020        |
| 5  | Episode 5        | Episodio 5      | 20 marzo 2020             | 20 marzo 2020        |
| 6  | Episode 6        | Episodio 6      | 20 marzo 2020             | 20 marzo 2020        |

## Produzione
Nell'aprile 2018 è stato annunciato che il creatore di Downton Abbey Julian Fellowes avrebbe scritto e prodotto la sua prima serie per Netflix. Birgitte Stærmose e Tim Fywell sono i registi, Rory Aitken, Eleanor Moran e Ben Pugh della 42 sono i produttori esecutivi e Ben Vanstone il co-produttore esecutivo.
Il cast è stato annunciato nel maggio 2019 e la produzione è iniziata nello stesso mese in Inghilterra, svolgendosi principalmente nel nord del Paese.

## Promozione
Il primo teaser trailer della miniserie viene diffuso il 6 marzo 2020.

## Distribuzione
La miniserie è stata distribuita a partire dal 20 marzo 2020 su Netflix.

## Inesattezze storiche
La miniserie presenta alcune inesattezze storiche: Fergus Suter è presentato come il capitano della squadra di Blackburn che vince la FA Cup 1883, sconfiggendo in finale gli Old Etonians. In realtà a vincere quell'edizione furono i rivali cittadini del Blackburn Rovers, il Blackburn Olympic, mentre Suter faceva parte dei Rovers che persero la finale nel 1882.